# トランスフォーマー:ウォー・フォー・サイバトロン・トリロジー
『トランスフォーマー:ウォー・フォー・サイバトロン・トリロジー』（原題：Transformers: War for Cybertron Trilogy）は、2020年7月30日にNetflixで配信されたWebアニメ。

## 概要
ルースター・ティースとNetflix、ハズブロが共同制作する3DCGロボットアニメ。アニメーション制作はポリゴン・ピクチュアズが担当。3部作構成になっており、第1章『シージ』は2020年7月30日よりNetflixにて独占配信された。第2章『アースライズ』も同年12月30日より世界同時配信される。また、『シージ』のキャラクターアート内にサイバトロン文字の暗号として第3章のタイトルが隠されており、玩具シリーズに先駆け、第3章が『キングダム』となることが明かされた。
アニメに先行して発売された玩具「トランスフォーマーシージ」「トランスフォーマーアースライズ」「トランスフォーマーキングダム」シリーズのデザインが取り入れられ、一部を除き、CGモデルは玩具を忠実に再現している。また、アニメと連動してアニメ版の姿を再現した「ウォーフォーサイバトロン」シリーズも発売されている。また玩具発売と同時期にトランスフォーマーの出版権を持つIDWパブリッシングは本シリーズの玩具デザインを使用し独自に新シリーズの刊行を開始した。

## ストーリー

### 第1章 シージ / Siege
長きにわたるオートボットとディセプティコンの内戦によって両軍とも疲弊しきっており、サイバトロン星は荒廃の一途をたどっていた。ディセプティコンのリーダー、メガトロンは戦いを終結させるためにオールスパークを使い、全てのトランスフォーマーをディセプティコン化しようとする。オートボットは反撃を試みるが、オートボットのリーダー、オプティマスプライムは、メガトロンの手に渡さないために、スペースブリッジへとオールスパークを投げ入れ、自身も部下と共に戦艦アークに乗り込みスペースブリッジでサイバトロン星をあとにした。

### 第2章 アースライズ / Earthrise
自らの行いを後悔したオプティマスプライムは、オールスパークをサイバトロン星へ持ち帰るために捜索を続ける。メガトロンは傭兵からもたらされた情報を基に、住民を犠牲に建造した戦艦ネメシスでアークを追跡する。傭兵を裏から操っていたクインテッサンのディシアスを交えた三つ巴の戦闘によって各戦艦はオールスパークが存在する惑星へと墜落する。

### 第3章 キングダム / Kingdom
見知らぬ惑星にたどり着いたオートボットとディセプティコンは、それぞれマクシマルとプレダコンと言う、動物に変形するトランスフォーマーたちに出会う。
彼らと協力する両軍によるオールスパーク争奪戦は最終局面を迎える。

## 登場人物
所属は初登場時点のもの。声は英語版の声優、括弧内は日本語吹き替え。

### オートボット / Autobots
オプティマスプライム / Optimus Prime
声 - ジェイク・ファウシー（玄田哲章）
役職 - 総司令官
エリータ-1 / Elita-1
声 - リンゼイ・ルソー（井上喜久子）
役職 - 特殊作戦員
ウルトラマグナス / Ultra Magnus
声 - エドワード・ボスコ（井上和彦）
役職 - シティーコマンダー
長く続く戦いに対し徹底抗戦を主張するオプティマスプライムとは口論で衝突し、単身ディセプティコンに投降する。投降後もメガトロンによるオートボット抹殺作戦をオプティマスプライムに知らせるが、通信がバレてしまい拷問される。オートボットの基地を吐くが偽の情報であったため、メガトロンによって処刑された。
ラチェット / Ratchet
声 - ラファエル・ゴールドスタイン（郷田ほづみ）
オートボットの戦士だったが離反し中立の立場としてオートボット、ディセプティコンの重傷者を治療し続けていた。オプティマスプライムからのスペースブリッジ修復の依頼も断っていたが協力することに。
ホイルジャック / Wheeljack
声 - ビル・ロジャース（ボルケーノ太田）
ミラージュ / Mirage
声 - ショーン・ホーキンス（松浦義之）
レッドアラート / Red Alert
声 - トッド・ハバーコーン（中村和正）
戦前は医者をしていた。
ハウンド / Hound
声 - JW・スタフォード（武田太一）
プロール / Prowl
声 - アーロン・ヴィーチ（阿部竜一）
戦前は警官だった。
アイアンハイド / Ironhide
声 - カイザー・ジョンソン（綿貫竜之介）
アークの通信および、操舵を担当する。
サイドスワイプ / Sideswipe
声 - マーク・ウィッテン（岩中睦樹）
アーシー / Arcee
声 - ソフィア・イザベラ（木村涼香）
バンブルビーとコグと共にサウンドブラスターから生エネルゴンを盗むため、サウンドブラスターのドームへ向かう。盗みがバレた際には、コグを装備し戦った。
クロミア / Chromia
声 - ジョージア・リード（かつやままさみ）
コグ / Cog
声 - ブライアン・ロバート・バーンズ（新祐樹）
自らの体を分割し他のトランスフォーマーに合体、装備させることができる。
ウルトラマグナスがディセプティコンに投降した際には、行動への怒りをあらわにし、ディセプティコンがオールスパークを探しているという情報に対しても懐疑的だった。オールスパークの捜索中、ディセプティコンの待ち伏せに遭い重傷を負う。復帰後はアークを発進させるエネルゴンを盗むため、バンブルビーとアーシーと共にサウンドブラスターのドームへ向かう。盗みがバレた際には、アーシーに自身を装備させ戦った。スペースブリッジ防衛戦では、アークに乗り込み、スペースブリッジを通じてサイバトロンを後にした。
ムーンレーサー / Moonracer
声 - エリー・メイン（弘松芹香）
錆の海でオールスパークを捜索するオプティマスプライムの部隊の一員。スパークレスに襲われ死亡する。
クリフジャンパー / Cliffjumper
声 - マイルズ・ルナ
バンブルビーと同型のオートボット。前哨基地よりシステムがショックウェーブのウイルスに感染したことを報告するが、通信が途絶してしまう。
テレトラン1（テレトランワン） / Teletraan-1
声 - マイルズ・ルナ（各務立基）
アークのシステムコンピューター。
スチールジョー / Steeljaw
声 - 台詞なし
スカイリンクス / Sky Lynx
声 - シーン・ライト（田原アルノ）

### ディセプティコン / Decepticons
メガトロン / Megatron
声 - ジェイソン・マルノチャ（大塚芳忠）
役職 - 統率者
ショックウェーブ / Shockwave
声 - トッド・ハバーコーン（茶風林）
役職 - 科学者
サウンドウェーブ / Soundwave
声 - エドワード・ボスコ（拝真之介）
インパクター / Impactor
声 - ブルック・チャルマース（拝真之介）
ディセプティコンによる欺瞞作戦でオートボットを迎え討つも建物の下敷きになり死亡したかに見えたがラチェットによって助けられ彼に協力することに。オートボットによるスペースブリッジ修復の際にはラチェットと同行し修理を手伝う。スペースブリッジ防衛戦にてラチェットを庇い死亡する。
バリケード / Barricade
声 - アレクサンダー・ディラロ（田所陽向）
スピニスター / Spinister
声 - グレー・ハドック
スカイトレッド / Skytread
声 - フィリップ・バーチェ
リフレクター / Refraktors
声 - フランク・トダーロ
アストロトレイン / Astrotrain
声 - マーカス・クラークオリバー（武田太一)
アークを襲撃したディセプティコンの一人。
スクラップフェイス / Scrapface
声 - アディン・ラッド（興津和幸）

#### シーカーズ / Seekers
ジェットファイヤー / Jetfire
声 - キース・シルバースタイン（乃村健次）
役職 - 航空防衛戦士
シーカーズのリーダーでスタースクリームとは嫌悪の仲。メガトロンのオートボット抹殺に対し許容できなくなり離反。
スタースクリーム / Starscream
声 - フランク・トダーロ（佐藤せつじ）
役職 - キャプテン
スカイワープ / Skywarp
声 - マーク・ウィッテン（佐々木祐介）
ジェットファイヤーと共にパトロール中、オートボットの基地を発見する。意見の相違により、ジェットファイヤーから攻撃され致命傷を負うも、スタースクリームのもとに向い、ジェットファイヤーの裏切りを伝え死亡する。
サンダークラッカー / Thundercracker
声 - ダニー・ハンセン

### 傭兵 / Mercenary
サウンドブラスター / Soundblaster
声 - ラファエル・ゴールドスタイン（多田野曜平）
自身のドームでエネルゴン取引の闇市場を開いており、バンブルビーとはよく取引を行っていた。ショックウェーブの実験により誕生したサウンドウェーブのクローンの失敗作で、そのことを気にしている。
ダブルディーラー / Doubledealer
声 - マイケル・シュワルべ（稲田徹）
エグゾースト / Exhaust
声 - ケン・ロジャース
バグバイト / Bug Bite
声 - アレックス・テイバー（武田太一）
スラスト / Thrust
声 - マイケル・ジョーンズ
ダージ / Dirge
声 - ジェイ・サンフォード
ラムジェット / Ramjet
声 - 台詞なし

### マクシマル / Maximals
オプティマスプライマル / Optimus Primal
声 - ジャスティン・ルーザー（子安武人）
エアレイザー / Airazor
声 - エリン・エーバース（高橋雛子）
ライノックス / Rhinox
声 - アンディー・バーネット（中野泰佑）
ラットトラップ / Rattrap
声 - フランク・トダーロ（越後屋コースケ）
チーター / Cheetor
声 - ジョー・ヘルナンデス（福西勝也）
タイガトロン / Tigatron
声 - ボウ・マリエ

### プレダコン / Predacons
メガトロン（ビースト） / Predacon Megatron
声 - マルクス・ボベシッチ（千葉繁）
ダイノボット / Dinobot
声 - クリッズ・カリコー（阿部竜一）
ブラックアラクニア / Blackarachnia
声 - ジーン・カー（和優希）
スコルポノック（ビースト） / Predacon Scorponok
声 - ダニー・ハンセン

### その他
バンブルビー / Bumblebee
声 - ジョー・ゼア（木村良平）
役職 - 偵察員
『シージ』では戦争を避けるため、どの軍にも属さずにいたが、ウルトラマグナスのアルファトライオン・プロトコルに選ばれたことを機にオートボットに加入。『アースライズ』以降はオートボットのエンブレムを身に着ける。

アルファトライオン / Alpha Trion
声 - ベン・ジュランド（銀河万丈）
オメガスプリーム / Omega Supreme
声 - キース・シルバースタイン（玄田哲章）
ガーディアンズの一員。ガーディアンズは戦争に介入しない方針だが、自身の考えによりサイバトロン星のため、オートボットに加勢する。
ディシアス / Deseeus
声 - リンゼイ・ルソー（疑問の顔）、ジョリーン・アンダーセン（怒りの顔)（真殿光昭）、キース・シルバースタイン（死の顔）、ジェイ・サンフォード（機転の顔）、ジョセフ・ホートン（知恵の顔）
クインテッサンの判事。
スコルポノック / Scorponok
声 - マイケル・ダン（武田太一）
ガルバトロン / Galvatron
声 - ジェイソン・マルノチャ（大友龍三郎）
ネメシスプライム / Nemesis Prime
声 - ジェイク・ファウシー（楠大典）
ユニクロン / Unicron
声 - ジョナサン・リポフ（田中美央）

## 用語
オールスパーク / Allspark
トランスフォーマーを作り上げたピラミット型の装置。
アルファトライオン・プロトコル / Alpha Trion protocol

## スタッフ

### 制作スタッフ
- 原作 - ハズブロ[6]
- ショーランナー[6]、エグゼクティブ・プロデューサー - F.J. デサント[6]
- スーパーバイジング・プロデューサー - マット・マレー
- エグゼクティブ・プロデューサー - テッド・ビアセリ、小原康平、ヨルグ・バクマイヤー、バーニー・バーンズ、マット・ハラム、塩田周三
- 共同エグゼクティブ・プロデューサー - ゲイリー・キング、ジョージ・クルスティック（英語版）、ヴィンセント・タレンティ
- 総監督 - 亀井隆[39]
- ストーリー - F.J. デサント、ジョージ・クルスティック
- アートディレクター - 齋藤芳充
- デザイナー - 岡本洋二
- CGスーパーバイザー - 柳瀬教宏[39]
- モデリング&テクスチャリングスーパーバイザー - 阿尾茂樹、新津仁志、チュア・ペイ・サン
- アニメーションスーパーバイザー-岡本稔
- トランスフォームアニメーション - 河野秀一[39]
- ラインプロデューサー - 齋藤奈沙[39]
- プロデューサー - ジャック・リヤン[39]
- アニメーション製作 - ポリゴン・ピクチュアズ[6]
- ポストプロダクション - テクニカラー
- 録音監督 - フィリップ・バチェ
- 音楽 - アレクサンダー・ボーンスタイン[40]
- プロデュース - ルースター・ティース[6]
- 製作 - ルースター・ティース、ポリゴン・ピクチュアズ、オールスパーク・アニメーション（英語版）（シージ）、エンターテインメント・ワン（アースライズ、キングダム）

### 日本語版スタッフ
- 日本語字幕 - 土居恵理
- 翻訳 - 矢田恵子（シージ）、竹本浩子（アースライズ、キングダム）、川又勝利（アースライズ）
- 演出 - 三好慶一郎
- 録音・調整 - 佐々木彰（シージ、キングダム[注 5]）、池田裕貴（アースライズ）
- 制作 - （株）東北新社[注 6]

## 各話リスト
| 話数 | サブタイトル | 脚本                                        | 絵コンテ | 各話監督 |
| ---- | ------------ | ------------------------------------------- | -------- | -------- |
| 1    | エピソード1  | ジョージ・クリスティック                    | 亀井隆   | N/A      |
| 2    | エピソード2  | F.J. デサント ギャビン・ハイナイト          | 岡本稔   | 清水和真 |
| 3    | エピソード3  | ジョージ・クリスティック                    | 島村大輔 | こうじ   |
| 4    | エピソード4  | ブランドン・イーストン ギャビン・ハイナイト | 杉山正樹 | 清水和真 |
| 5    | エピソード5  | ブランドン・イーストン ギャビン・ハイナイト | 前園文夫 | こうじ   |
| 6    | エピソード6  | ブランドン・イーストン ギャビン・ハイナイト | 島村大輔 | 清水和真 |

| 話数 | サブタイトル | 脚本                 | 絵コンテ | 各話監督      |
| ---- | ------------ | -------------------- | -------- | ------------- |
| 1    | エピソード1  | ギャビン・ハイナイト | 亀井隆   | こうじ 亀井隆 |
| 2    | エピソード2  | ティム・シェリダン   | 杉山正樹 | 清水和真      |
| 3    | エピソード3  | ギャビン・ハイナイト | 福島宏之 | こうじ 亀井隆 |
| 4    | エピソード4  | ティム・シェリダン   | 島村大輔 | 清水和真      |
| 5    | エピソード5  | ギャビン・ハイナイト | 鹿住朗生 | こうじ 亀井隆 |
| 6    | エピソード6  | ティム・シェリダン   | 杉山正樹 | 清水和真      |

| 話数 | サブタイトル | 脚本               | 絵コンテ | 各話監督 |
| ---- | ------------ | ------------------ | -------- | -------- |
| 1    | エピソード1  | メイ・キャット     | 福島宏之 | 亀井隆   |
| 2    | エピソード2  | ティム・シェリダン | 岡本稔   | 清水和真 |
| 3    | エピソード3  | メイ・キャット     | 杉山正樹 | 亀井隆   |
| 4    | エピソード4  | ティム・シェリダン | 島村大輔 | 清水和真 |
| 5    | エピソード5  | メイ・キャット     | 福島宏之 | 亀井隆   |
| 6    | エピソード6  | ティム・シェリダン | 亀井隆   | 清水和真 |